# Stenoma conveniens
Stenoma conveniens es una especie de polilla del género Stenoma, orden Lepidoptera.
Fue descrita científicamente por Meyrick en 1925.

## Distribución
Se distribuye por Brasil.